# 市場衛
市場衛（いちば まもる、1969年 - ）は、日本の歌手。結成初期の森の木児童合唱団に在籍。 
当時100年に一人出るか出ないかと言われるほどの天稟を持ち、類稀なる美声と歌唱力でボーイソプラノ歌手として活躍。
その歌声は世界的指揮者である小澤征爾や日本を代表する指揮者であった山本直純にも愛された。
ソロ歌手としての代表曲に、『名犬ジョリィ』エンディング曲「ふたりで半分こ」（堀江美都子との共唱）、『NHKみんなのうた』の「父さんのつくった歌」など。
舞台での歌唱も多く、中でも特筆すべきはNHKホールでの、ニコライ・ギャウロフ（戦後最高のバス歌手の一人）との共演。演目はオペラ「ボリス・ゴドゥノフ」。子役（王子役）での共演とはいえ、プロの女性オペラ歌手を退けての、市場少年の大抜擢は驚嘆に値するものであった。